# Sextius-Pierre Arene
Sextius-Pierre Arene, francoski general, * 1888, † 1977.